# الأرصاد الجوية الزراعية والحرجية
الأرصاد الجوية الزراعية والحرجية هي مجلة علمية يتم مراجعتها من قبل الأقران تغطي الأبحاث في العلاقات بين الأرصاد الجوية وحقول النبات، وعلوم الحيوان والتربة، والبيئة والكيمياء الحيوية.